# صغيرة
صغيرة قرية سوريّة تتبع إداريّاً لمحافظة حلب منطقة منبج ناحية مركز منبج، بلغ تعداد سكانها 1,008 نسمة حسب التعداد السكاني لعام 2004.